# María Nuria Simón González
María Nuria Simón González, née le 7 mars 1973, est une femme politique espagnole membre du Parti populaire (PP).

## Biographie

### Vie privée
Elle est mariée et mère de deux enfants.

### Profession
Elle est ingénieure technique agricole. Elle possède un diplôme en direction d'entreprises agricoles.

### Carrière politique
Elle est maire de Villarramiel à partir de 2011 et présidente de sa man-communauté.
Le 20 décembre 2015, elle est élue sénatrice pour Palencia au Sénat et réélue en 2016.